# Margny-lès-Compiègne
Margny-lès-Compiègne ist eine französische Gemeinde mit 8700 Einwohnern (Stand: 1. Januar 2022) im Département Oise in der Region Hauts-de-France. Sie gehört zum Arrondissement Compiègne und zum Kanton Compiègne-1. Die Einwohner heißen Margnotins.

## Geographie
Die Gemeinde Margny-lès-Compiègne liegt am Nordwestufer der Oise gegenüber der Stadt Compiègne.
| Baugy    | Coudun, Bienville                           |          |
| Lachelle | Kompassrose, die auf Nachbargemeinden zeigt | Clairoix |
| Venette  | Compiègne                                   |          |

Im Gemeindegebiet befindet sich der Flugplatz Compiègne-Margny. Durch die Gemeinde führt die frühere Route nationale 31 (heute: Départementstraße 1031). Der größte Teil des Bahnhofs von Compiègne befindet sich im Gemeindegebiet.

## Geschichte
Der Name Margny, der sich auf das latinisierte Madrinius zurückführen lässt, könnte auf eine gallorömische Siedlung schließen. „Größere“ Ausmaße gewann die Ortschaft aber erst ab dem Mittelalter, als sie als vorgelagertes Vorwerk von Compiègne diente. In der Schlacht von Compiègne im Hundertjährigen Krieg hatten die burgundischen Truppen hier einen Vorposten verteidigen können und konnten den Verzweiflungsangriff der Jeanne d’Arc sogar dazu nutzen, diese auf der Brücke nach Compiègne festzusetzen.
In den Jahren 1733 und 1734 wurde die „Neue Brücke“ (Pont Neuf) errichtet.

## Bevölkerungsentwicklung
| Jahr                       | 1962 | 1968 | 1975 | 1982 | 1990 | 1999 | 2006 | 2013 | 2021 |
| -------------------------- | ---- | ---- | ---- | ---- | ---- | ---- | ---- | ---- | ---- |
| Einwohner                  | 5870 | 5601 | 5370 | 5429 | 5625 | 6507 | 7614 | 7979 | 8716 |
| Quellen: Cassini und INSEE |      |      |      |      |      |      |      |      |      |

## Sehenswürdigkeiten

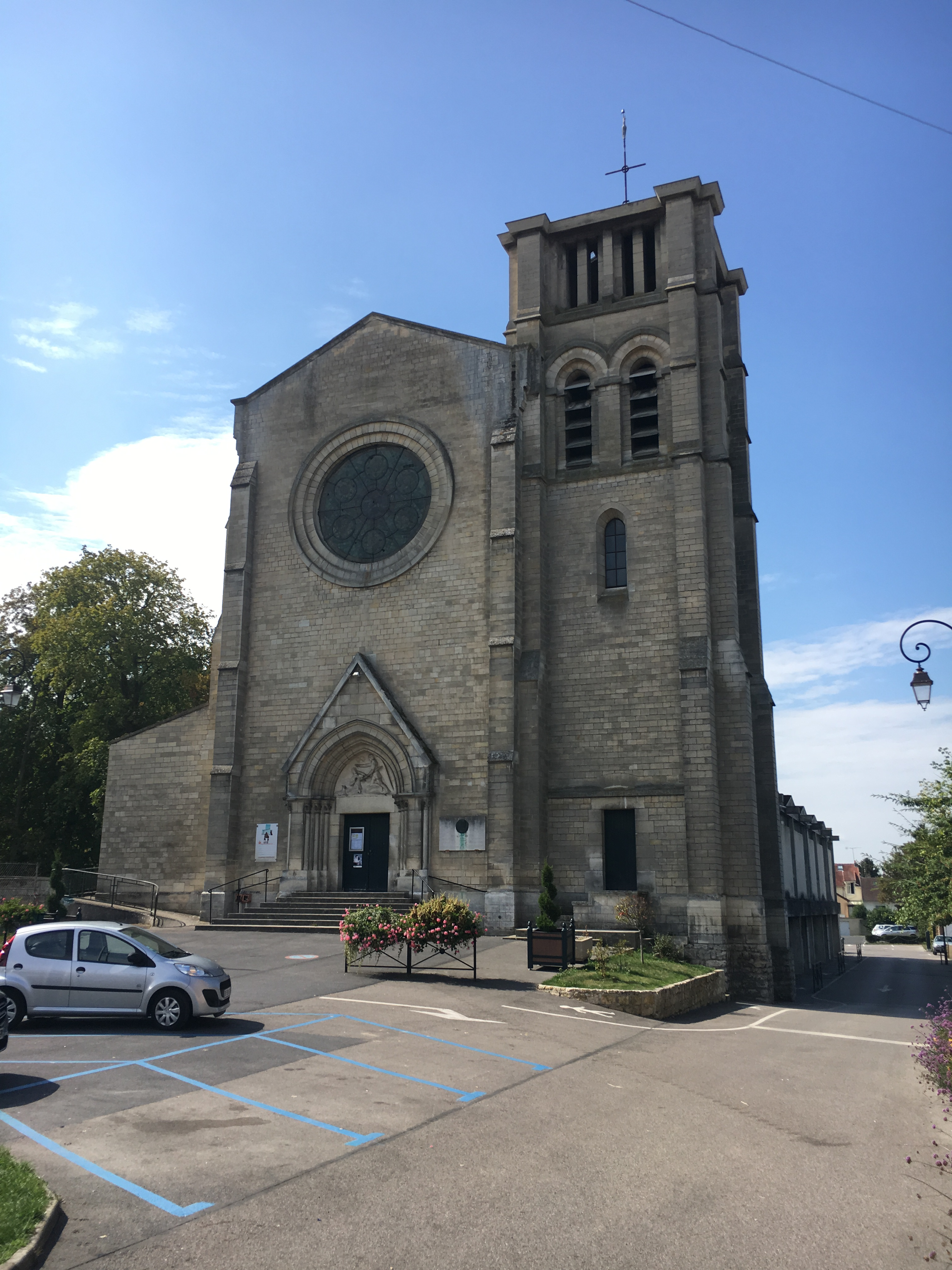
Kirche Saint-Jeanne-d’Arc
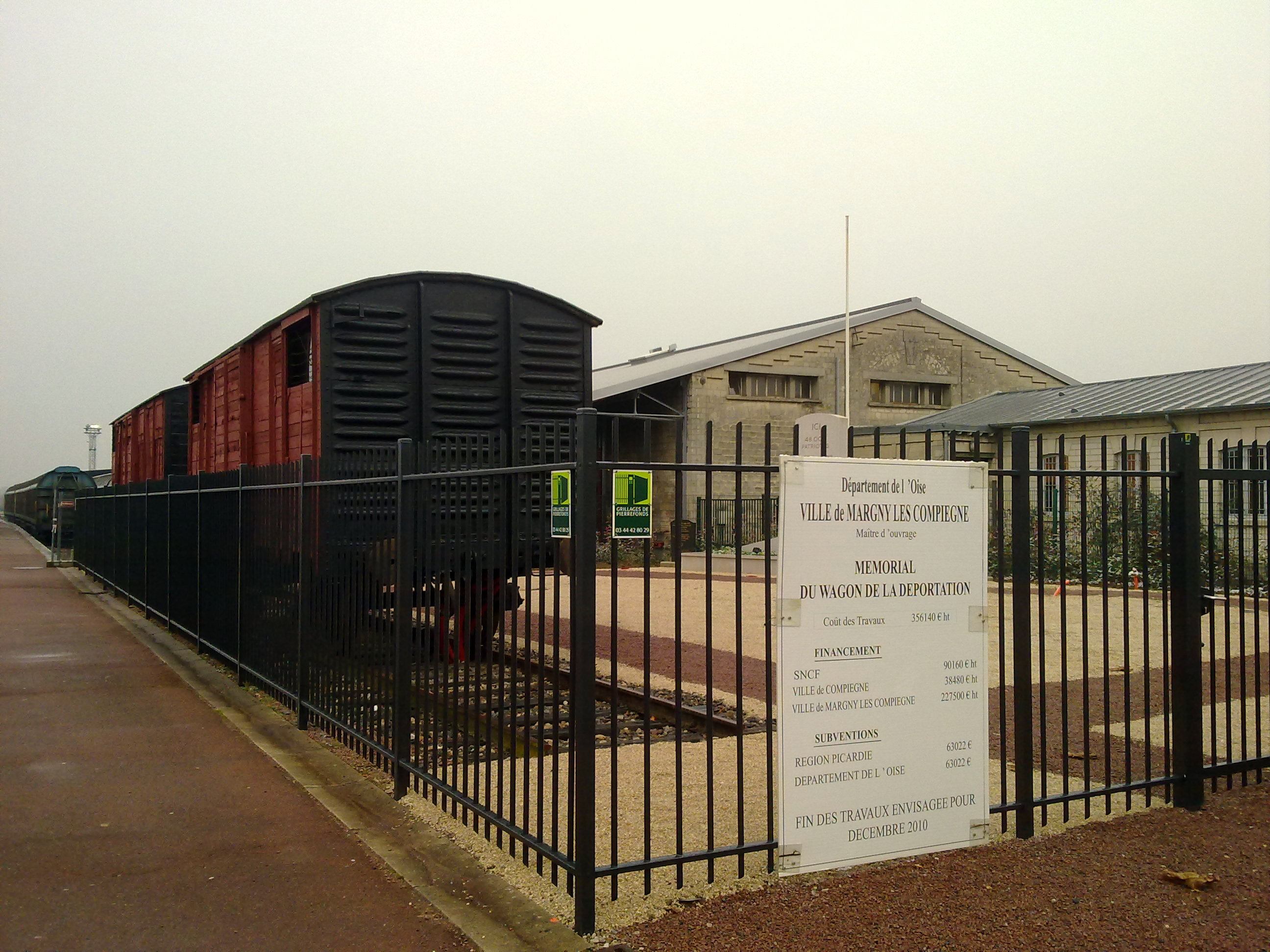
Denkmal an die vom Bahnhof Margny aus Deportierten

- Kirche Saint-Jeanne-d’Arc
- Denkmal an die vom Bahnhof Margny aus Deportierten

## Gemeindepartnerschaften
Mit folgenden Orten gibt es Partnerschaften
- Méhana, Region Tillabéri, Niger, seit 2001
- Malbork (Marienburg), Woiwodschaft Pommern, Polen, seit 2004

## Persönlichkeiten
- François Leterrier (1929–2020), Filmregisseur und Drehbuchautor